# Franz Petrak
Franz Petrak (ur. 9 października 1886 w Mährisch-Weißkirchen, zm. 9 października 1973 w Wiedniu) – austriacko-czeski mykolog.

## Życiorys i praca naukowa
Od 1906 do 1910 r. studiował na Uniwersytecie Wiedeńskim. Po jego ukończeniu uzyskał tytuł nauczyciela historii naturalnej, geografii i matematyki i do 1916 r. pracował jako nauczyciel w liceum w Wiedniu. W 1916 r. został powołany do służby wojskowej. Jako sierżant księgowy stacjonował w Galicji i Albanii, gdzie w wolnym czasie zbierał okazy grzybów. W 1917 r. ożenił się z Josefine Dörfler. Mieli jedno tylko dziecko. Od 1918 do 1938 r. mieszkał z rodziną w Mährisch-Weißkirchen utrzymując się ze skromnych dochodów, które uzyskiwał głównie z pracy jako konsultant  literatury mykologicznej dla JUST'S. Pracę tę wykonywał głównie nocą, w dzień prowadził własne badania naukowe. W 1938 r. wrócił do Wiednia, gdzie pracował jako członek kontraktowy służby naukowej w Muzeum Historii Naturalnej.
Był autorem blisko 500 opublikowanych prac, głównie z zakresu mykologii. Wiele z jego prac mykologicznych zostało opublikowanych w czasopiśmie Annales mycologici i Sydowia. Jego prywatny zielnik zawierał około 100 tys. okazów, ale był on nieuporządkowany i bardzo słabo opisany. Zakupiony został przez Muzeum Historii Naturalnej w Wiedniu. Opisał liczne gatunki nowych grzybów, a także roślin z rodzaju ostrożeń (Cirsium). Na jego cześć nazwane zostały rodzaje mykologiczne Petrakiella, Petrakiopeltis i Petrakina.
W naukowych nazwach utworzonych przez niego taksonów dodawany jest skrót jego nazwiska Petr.